# John Carlin (journaliste)
Pour les articles homonymes, voir John Carlin et Carlin (homonymie).
John Carlin est un scénariste, écrivain, journaliste anglais né le 12 mai 1956 à Londres.

## Biographie
Carlin est né d'un père écossais et d'une mère espagnole. Il a passé les trois premières années de sa vie dans le nord de Londres, avant de déménager à Buenos Aires, en Argentine, en raison de l'affectation de son père à l'ambassade britannique. 
Après son retour en Angleterre, il a fait ses études au St. George's College de Weybridge et a obtenu une maîtrise en langue et littérature anglaises de l'Université d'Oxford. Il est séparé, avec un enfant.
Une grande partie de la carrière de Carlin a porté sur la politique de l'Afrique du Sud.
Dans une interview accordée en 1998, Mandela a déclaré à propos du journalisme de Carlin: "Ce que vous avez écrit et la façon dont vous avez mené à bien votre tâche dans ce pays était absolument magnifique. c'était absolument inspirant. Vous avez été très courageux, en disant des choses que beaucoup de journalistes ne diraient jamais." Mandela a écrit la préface au livre de langue espagnole de Carlin 2004, Heroica Tierra Cruel, sur l'Afrique. 
En août 2008, Carlin a publié le livre Playing the Enemy: Nelson Mandela and the Game that Made a Nation, sur la façon dont Mandela a utilisé la Coupe du monde de rugby de 1995 pour réconcilier une nation déchirée par des siècles d'animosité raciale. Le livre est devenu la base du film de Clint Eastwood en 2009, Invictus, avec Morgan Freeman dans le rôle de Mandela.
Carlin a écrit pour, entre autres, le Times, le Financial Times, le New York Times, le Wall Street Journal, The Observer, The Guardian, le New Statesman, Wired et New Republic.

## Filmographie

### Scénariste
- 1999 : Frontline (téléfilm)

### Adaptations de ses œuvres
- 2007 : Die Hard 4 : Retour en enfer (Live Free or Die Hard) (d'après son article A Farewell to Arms)
- 2009 : Invictus (d'après son livre Playing the Enemy: Nelson Mandela and the Game that Made a Nation)